# Аблайханов, Медельхан
Медельхан Абылайханов (1880 – 1930) – казахский государственный и военный деятель, султан. Участник.Первой мировой и гражданской войны и соратник атамана Дутова. Подполковник (1920). 

## Биография
Родился в 1880 году в семье и Ишмухаммед-торе, внука Суюка Абылайханова. После завершения учебы в Омской учительской семинарии он работал при управлении Степного генерал-губернатора, в 1903 году работал в Окружном интендантском управлении. Впоследствии работал канцелярским служителем Омского городского полицейского управления. В 1914 году добровольно призвался в действующую армию и участвовал в боевых операциях.
В 1917 году он был назначен комиссаром Временного правительства Капалского уезда уезда в чине «Коллежского секретаря». В отличие от брата он не был активным сторонником партии «Алаш», обвиняя их в «автономизме», себя считал «монархистом», сторонником царской власти.
Во время гражданской войны активно сотрудничал с атаманом Щербаковым, впоследствии тесно сблизился с атаманом Дутовым. Как известно, с приходом в Семиречье, в конце 1919 года, Дутова он отошел от командования Оренбургской армии и стал главным начальником Семиреченского края (гражданским губернатором), перебравшись в Лепсинск. Медельхан Аблайханов оказывал атаману Дутову активную продовольственную помощь, в том числе за счет местного казахского населения. Атаман вспоминал, что его конвой получал горячую пищу лишь дважды в неделю, для поддержания больных приходилось охотиться на голубей, что даже ездил в Копал и добился получения продовольствия из Южного Семиречья. Он был произведен Дутовым в чин «надворного советника», в 1920 году приравненный к званию подполковника пехоты. Вместе с атаманом иммигрировал в Китай, служил при нем переводчиком и обеспечивал связь и поддержку казахского населения.
В истории известен в связи с убийством атамана Дутова, когда, по одной из версии, именно М. Аблайханов познакомил атамана с его будущим убийцей Касымханом Чанышевым. В 1930-е годы, постоянно проживая на территории Китая, оказывал поддержку перекочевавшим соотечественникам, пострадавшим от голода и восстаний. Дальнейшая судьба неизвестна.

## В культуре
Является персонажем в фильме казахского режиссёра Шакена Айманова «Конец атамана» (1973 г.) Его в роли сыграл Нурмухан Жантурин.